# Windows 2.1x
Windows 2.1x est une famille de systèmes d'exploitation multitâches, développée et commercialisée par Microsoft, permettant l'usage d'un ordinateur fixe. Windows/286 2.10 et Windows/386 2.10 sortent le 27 mai 1988, soit moins d'un an après la sortie de Windows 2.0, afin de tirer parti des fonctionnalités spécifiques des processeurs Intel 80286/80386. Pour la première fois, un disque dur est nécessaire afin de pouvoir installer le système sur sa machine.

## Windows/286
En plus d'être opérationnel avec un Intel 80286, Windows/286 est doté d'un nouveau driver DOS, HIMEM.SYS, qui permet d'allouer plus de mémoire vive aux programmes (high memory area, HMA). Malgré son nom, cette version est également entièrement opérationnelle avec des processeurs 8088 ou 8086 mais n'utilisera pas de ce fait la HMA. Cependant, la mémoire paginée (Expanded memory) peut être utilisée si présente. Par exemple, certains IBM Personal System/2 Model 25 était vendus à l'époque avec un 8086.

## Windows/386
Windows/386 apparaît comme beaucoup plus avancé que son prédécesseur. Il introduit un noyau en mode protégé, au-dessus duquel l'interface graphique et les applications s'exécutent en mode virtuel 8086. Il permet ainsi à des programmes MS-DOS de tourner en parallèle et évite ainsi de devoir suspendre ses applications en tâche de fond.
Windows/386 permet également l'émulation par logiciel, utilisant les fonctions de gestion de la mémoire des 80386 de sorte que la RAM soit supérieure à 640 kb. À noter qu'en écrasant le fichier WIN200.BIN avec COMMAND.COM, il est également possible d'utiliser l'émulation EMS sous DOS sans démarrer l'interface graphique Windows. Cependant, la mémoire virtuelle n'est pas prise en charge, de sorte que plusieurs programmes DOS doivent s'adapter à la mémoire vive et, par conséquent, Microsoft recommandera d'acheter davantage de mémoire si nécessaire.

## Windows 2.11
Le 13 mars 1989, Windows 2.11 est sorti pour Windows/286 et 386, apportant des changements mineurs par rapport à la gestion de la mémoire, un support AppleTalk et mettant à jour les pilotes d'impression.
Aucune des deux versions ne fonctionne cependant avec les gestionnaires de mémoire DOS, tels que CEMM (Compaq Expanded Memory Manager) et QEMM (Quarterdeck Expanded Memory Manager).
Ceci sera corrigé lors de la sortie de Windows 3.0 deux ans plus tard, en mai 1990. Le support de Windows 2.1x s'est arrêté le 31 décembre 2001.